# 67e Match des étoiles de la Ligue nationale de hockey
Match précédent Match suivant

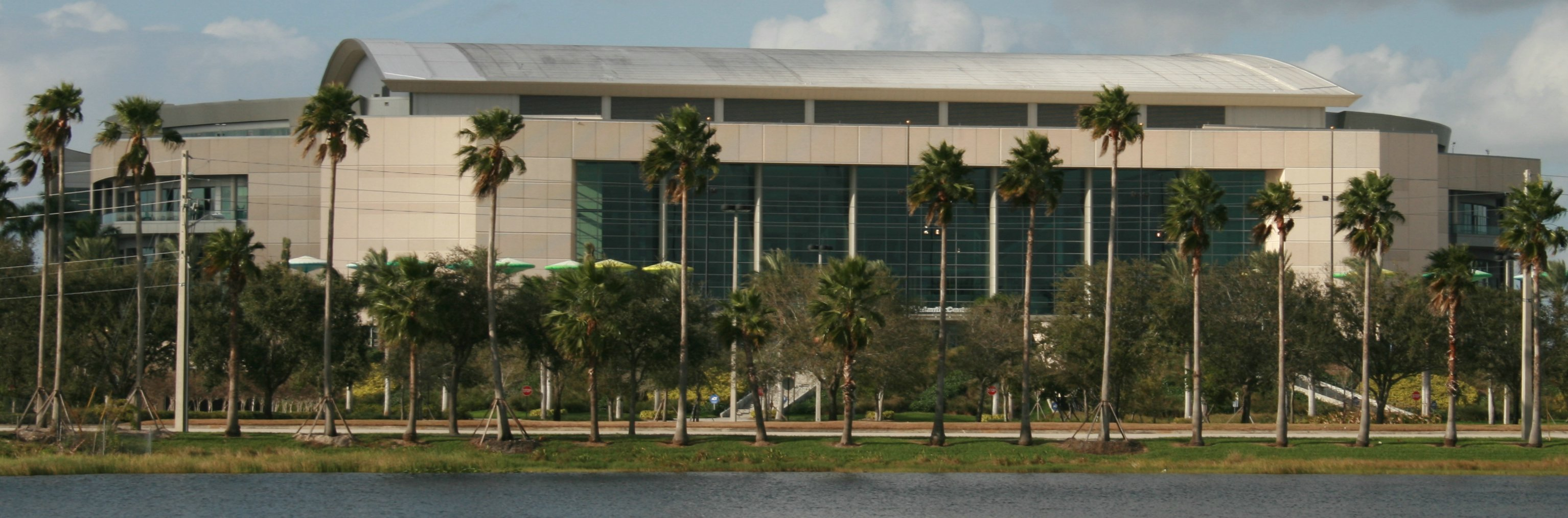
Le FLA Live Arena, amphithéâtre des Panthers de la Floride

Le 67e Match des étoiles de la Ligue nationale de hockey se déroule à Sunrise, en Floride, sur la patinoire des Panthers de la Floride. Le Match des étoiles se joue le 4 février 2023.

## Formule de jeu
La structure du Match des étoiles prévoit trois parties d'une durée de vingt minutes chacune. Le premier match voit se confronter les équipes des deux divisions de l'Association de l'Ouest : la division Centrale et la division Pacifique. La seconde partie oppose les deux équipes des divisions de l'Association de l'Est : la division Métropolitaine et la division Atlantique. La confrontation finale du Match des étoiles oppose la division gagnante de chaque partie, les étoiles de l'Est contre les étoiles de l'Ouest. Les matchs se jouent à trois contre trois. Chacune des équipes doit aligner six attaquants, trois défenseurs et deux gardiens. Chacune des trente-deux  franchises de la LNH doit être représentée par au moins un joueur. Si après les vingt minutes de jeu, les deux équipes sont à égalité, un tour de tirs de fusillade est disputé ; trois joueurs de chaque équipe tentent de marquer en alternance. Si l'égalité persiste à nouveau, il y a un nouveau tour d'un joueur chaque équipe jusqu'à ce qu'il y ait un vainqueur. Il n'y a pas de période de prolongation.

## Formations

### Division Atlantique
| Nom                                         | Équipe                 | Position        |
| ------------------------------------------- | ---------------------- | --------------- |
| Jim Montgomery                              | Bruins de Boston       | Entraîneur-chef |
| Aleksandr Barkov (remplace Auston Matthews) | Panthers de la Floride | Attaquant       |
| Nikita Kucherov                             | Lightning de Tampa Bay | Attaquant       |
| Dylan Larkin                                | Red Wings de Détroit   | Attaquant       |
| Mitchell Marner                             | Maple Leafs de Toronto | Attaquant       |
| David Pastrňák                              | Bruins de Boston       | Attaquant       |
| Nicholas Suzuki                             | Canadiens de Montréal  | Attaquant       |
| Brady Tkachuk                               | Sénateurs d'Ottawa     | Attaquant       |
| Matthew Tkachuk                             | Panthers de la Floride | Attaquant       |
| Rasmus Dahlin (remplace Tage Thompson)      | Sabres de Buffalo      | Défenseur       |
| Linus Ullmark                               | Bruins de Boston       | Gardien de but  |
| Andreï Vassilevski                          | Lightning de Tampa Bay | Gardien de but  |

### Division Métropolitaine
| Nom                  | Équipe                    | Position        |
| -------------------- | ------------------------- | --------------- |
| Roderick Brind'Amour | Hurricanes de la Caroline | Entraîneur-chef |
| Sidney Crosby        | Penguins de Pittsburgh    | Attaquant       |
| John Gaudreau        | Blue Jackets de Columbus  | Attaquant       |
| Kevin Hayes          | Flyers de Philadelphie    | Attaquant       |
| Jack Hughes          | Devils du New Jersey      | Attaquant       |
| Brock Nelson         | Islanders de New York     | Attaquant       |
| Aleksandr Ovetchkine | Capitals de Washington    | Attaquant       |
| Artemi Panarine      | Rangers de New York       | Attaquant       |
| Andreï Svetchnikov   | Hurricanes de la Caroline | Attaquant       |
| Adam Fox             | Rangers de New York       | Défenseur       |
| Ilia Sorokine        | Rangers de New York       | Gardien de but  |
| Igor Chestiorkine    | Rangers de New York       | Gardien de but  |

### Division Centrale
| Nom                | Équipe                 | Position        |
| ------------------ | ---------------------- | --------------- |
| Peter DeBoer       | Stars de Dallas        | Entraîneur-chef |
| Kirill Kaprizov    | Wild du Minnesota      | Attaquant       |
| Clayton Keller     | Coyotes de l'Arizona   | Attaquant       |
| Nathan MacKinnon   | Avalanche du Colorado  | Attaquant       |
| Mikko Rantanen     | Avalanche du Colorado  | Attaquant       |
| Jason Robertson    | Stars de Dallas        | Attaquant       |
| Vladimir Tarasenko | Blues de Saint-Louis   | Attaquant       |
| Seth Jones         | Blackhawks de Chicago  | Défenseur       |
| Cale Makar         | Avalanche du Colorado  | Défenseur       |
| Josh Morrissey     | Jets de Winnipeg       | Défenseur       |
| Connor Hellebuyck  | Jets de Winnipeg       | Gardien de but  |
| Juuse Saros        | Predators de Nashville | Gardien de but  |

### Division Pacifique
| Nom                                            | Équipe                  | Position        |
| ---------------------------------------------- | ----------------------- | --------------- |
| Bruce Cassidy                                  | Golden Knights de Vegas | Entraîneur-chef |
| Leon Draisaitl                                 | Oilers d'Edmonton       | Attaquant       |
| Kevin Fiala                                    | Kings de Los Angeles    | Attaquant       |
| Bowie Horvat                                   | Islanders de New York   | Attaquant       |
| Nazem Kadri                                    | Flames de Calgary       | Attaquant       |
| Connor McDavid                                 | Oilers d'Edmonton       | Attaquant       |
| Elias Pettersson                               | Canucks de Vancouver    | Attaquant       |
| Chandler Stephenson (remplace Matthew Beniers) | Golden Knights de Vegas | Attaquant       |
| Troy Terry                                     | Ducks d'Anaheim         | Attaquant       |
| Erik Karlsson                                  | Sharks de San Jose      | Défenseur       |
| Stuart Skinner                                 | Oilers d'Edmonton       | Gardien de but  |
| Logan Thompson                                 | Golden Knights de Vegas | Gardien de but  |

## Résultats des matchs
|  | Demi-finales           | Demi-finales           | Demi-finales |  |  | Finale              | Finale              | Finale |
|  |                        |                        |              |  |  |                     |                     |        |
|  | Division Pacifique     | Division Pacifique     | 4            |  |  |                     |                     |        |
|  | Division Centrale      | Division Centrale      | 6            |  |  | Division Centrale   | Division Centrale   | 5      |
|  | Division Métropolitane | Division Métropolitane | 6            |  |  | Division Atlantique | Division Atlantique | 7      |
|  | Division Atlantique    | Division Atlantique    | 10           |  |  |                     |                     |        |
|  |                        |                        |              |  |  |                     |                     |        |
|  |                        |                        |              |  |  |                     |                     |        |
|  |                        |                        |              |  |  |                     |                     |        |

## Concours d'habiletés
Les différentes épreuves du concours d'habilités ont lieu la veille du match, soit le 3 février, toujours à Sunrise.

### Le patineur le plus rapide
Les joueurs s'affrontent pour réaliser le meilleur temps en un tour de patinoire. Il s'agit d'une course de vitesse où chaque joueur part à tour de rôle. Andreï Svetchnikov remporte l'épreuve du patineur le plus rapide avec un temps de 13,699 secondes.
| Rang | Joueur              | Équipe                    | 1er tour | Finale   |
| ---- | ------------------- | ------------------------- | -------- | -------- |
| 1    | Andreï Svetchnikov  | Hurricanes de la Caroline | 13,757 s | 13,699 s |
| 2    | Kevin Fiala         | Kings de Los Angeles      | 13,997 s | 14,114 s |
| 3    | Chandler Stephenson | Golden Knights de Vegas   | 14,197 s | -        |
| 4    | Dylan Larkin        | Red Wings de Détroit      | 14,558 s | -        |
| 5    | Cale Makar          | Avalanche du Colorado     | 22,304 s | -        |

### Épreuve pour gardiens
Dans cette édition du Concours d'habiletés, l'épreuve de la « plus longue série d'arrêts » est remplacée par une épreuve de gardiens où les deux gardiens de chaque division font équipe. Les deux gardiens se partagent les tâches suivantes : le premier lance une rondelle d'une extrémité de la patinoire à l'autre en essayant de compter dans un filet désert et le deuxième fait face à 1, 2 ou 3 joueurs en échappée (selon les points obtenus du premier gardien). Parmi les attaquants, on retrouve des joueuses des équipes nationales canadiennes et américaines. Durant les échappées, Sarah Nurse d'Équipe Canada compte un but contre le gardien des Rangers de New York, Igor Chestiorkine.
| Rang | Gardiens                                       | Division                | Points |
| ---- | ---------------------------------------------- | ----------------------- | ------ |
| 1    | Connor Hellebuyck (WPG) et Juuse Saros (NSH)   | Division Centrale       | 13 pts |
| 2    | Stuart Skinner (EDM) et Logan Thompson (VGK)   | Division Pacifique      | 11 pts |
| 3    | Linus Ullmark (BOS) et Andreï Vassilevski (TB) | Division Atlantique     | 9 pts  |
| 4    | Igor Chestiorkine (NYR) et Ilia Sorokine (NYI) | Division Métropolitaine | 6 pts  |

### Le tir le plus puissant
Cinq joueurs ont deux essais pour réaliser le tir le plus fort possible, la vitesse étant mesurée en miles à l'heure. Les joueurs passent en deux tours et le meilleur temps des deux essais est conservé. Elias Pettersson des Canucks de Vancouver remporte l'épreuve du tir le plus puissant avec une vitesse de 103,2 MPH (166,1 km/h).
| Rang | Joueur                     | Vitesse du tir |
| ---- | -------------------------- | -------------- |
| 1    | Elias Pettersson (VAN)     | 103,2 MPH      |
| 2    | Rasmus Dahlin (BUF)        | 102,3 MPH      |
| 3    | Josh Morrissey (WPG)       | 96,7 MPH       |
| 4    | Aleksandr Ovetchkine (WAS) | 95,1 MPH       |
| 5    | Seth Jones (CHI)           | 94,7 MPH       |

### Le défi des échappées
Cinq joueurs affrontent deux gardiens en partant depuis le milieu de la patinoire. Ils ont le droit à deux essais et leurs performances sont notées par un jury. Le joueur qui obtient le meilleur total remporte l'épreuve.
| Rang | Joueur(s)                                         | Points |
| ---- | ------------------------------------------------- | ------ |
| 1    | Sidney Crosby (PIT) et Aleksandr Ovetchkine (WAS) | 40 pts |
| 3    | David Pastrnak (BOS)                              | 38 pts |
| 4    | Matthew Tkachuk (FLO)                             | 33 pts |
| 5    | Mitch Marner (TOR)                                | 21 pts |

### Les tirs de précision
Dix joueurs s'affrontent pour réaliser le meilleur temps lors d'une épreuve de précision. Positionné à la même distance du filet, les joueurs doivent toucher les 4 cibles placées aux quatre coins du but en tirant dès la réception de la rondelle. Le vainqueur est celui qui le réalise le plus rapidement. Brock Nelson remporte l'épreuve en finale avec un temps de 12,419 secondes.
| Rang | Joueur                   | Division                | Temps (s) |
| ---- | ------------------------ | ----------------------- | --------- |
| 1    | Connor McDavid (EDM)     | Division Pacifique      | 9,497     |
| 2    | Brock Nelson (NYI)       | Division Métropolitaine | 12,126    |
| 3    | Artemi Panarine (NYR)    | Division Métropolitaine | 13,235    |
| 4    | Nazem Kadri (CGY)        | Division Pacifique      | 13,459    |
| 5    | Nikita Kucherov (TB)     | Division Atlantique     | 18,147    |
| 6    | Kevin Hayes (PHI)        | Division Métropolitaine | 22,377    |
| 7    | Vladimir Tarasenko (STL) | Division Centrale       | 25,062    |
| 8    | Aleksander Barkov (FLO)  | Division Atlantique     | 25,297    |
| 9    | Jack Hughes (NJ)         | Division Métropolitaine | 32,324    |
| 10   | Leon Draisaitl (EDM)     | Division Pacifique      | 36,956    |

Demi-finales

1. Nazem Kadri (10,131 s) remporte l'épreuve contre Connor McDavid.
2. Brock Nelson (17,886 s) remporte l'épreuve contre Artemi Panamien.

Finale

Brock Nelson (12,419 s) remporte l'épreuve contre Nazem Kadri.